# Vezikulum

Foszfolipidekből vizes oldatban keletkező liposzóma

A vezikulum lipid kettősréteggel körülvett folyadékból vagy citoplazmából álló, sejten belüli vagy kívüli szerkezet. A sejtmembránban történő szekréció (exocitózis), felvétel (endocitózis) és transzport során keletkezik, ahol liposzómáknak nevezik. 1 kettősréteg esetén a vezikulum egy-, több esetén többlamellás liposzóma. A vezikulummembrán is lamellás fázisú a sejtmembránhoz hasonlóan, és a sejtbeli vezikulumok egyesülhetnek a sejtmembránnal tartalmuk sejten kívülre helyezéséhez. Ezenkívül más sejtszervecskékkel is egyesülhetnek.
Számos funkciójuk van. Mivel a citoszoltól elkülönül, a vezikulum belseje különbözhet a citoszol könnyezetétől. Így a vezikulumokat a sejtek anyagaik rendezésére használják. Részt vesznek az anyagcserében, a transzportban, a felhajtóerő-irányításban és az ideiglenes tápanyag- és enzimtárolásban. Reakciókamraként is működhetnek.

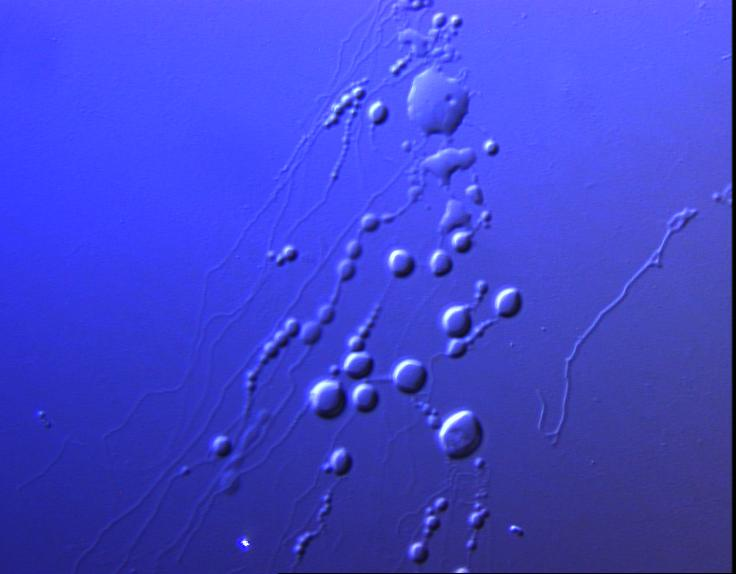
Lipidvezikulumok Sarfus-képe.

A 2013-as orvosi Nobel-díjat James Rothman, Randy Schekman és Thomas Südhof megosztva kapták a vezikulumok szerkezetét és funkcióját, különösen élesztőben és emberben, beleértve a vezikulumok részeiről és azok elrendeződéséről szóló információt. A vezikulumdiszfunkció feltehetően közreműködhet az Alzheimer-kórban, a diabetes mellitusban, egyes nehezen kezelhető epilepsziaesetekben, egyes rákokban, immunológiai rendellenességekben és neurovascularis zavarokban.

## Vezikulumszerkezetek típusai

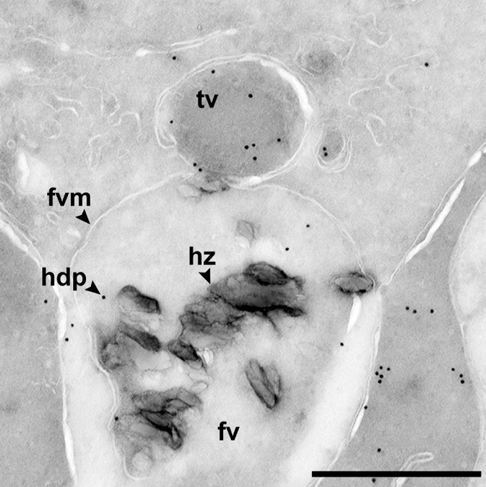
Emésztő (fv) és szállító űröcskét tartalmazó maláriaparazita-sejt elektronmikroszkóppal felvett képe

### Vakuólumok
A vakuólumok többnyire vizet tartalmazó sejtszervecskék.
- A növényi sejtek nagy központi vakuólummal rendelkeznek a sejt közepén, ezt ozmoregulációra és tápanyagtárolásra használják.
- Egyes protiszták, különösen a csillósok kontraktilis vakuólumokkal rendelkeznek. Ezek vizet vesznek fel a citoplazmából, és kiviszik a sejtből az ozmózisnyomás miatti robbanás elkerüléséért.

### Lizoszómák
- A lizoszóma a sejtemésztésben vesz részt. A táplálék a sejten kívülről bekerülhet a az emésztő űrbe endocitózissal. Ezek egyesülnek a részecskéket lebontó lizoszómákkal, lehetővé téve azok felhasználását. Ez a fagocitózis.
- A lizoszómák a hibás vagy sérült sejtszervecskéket is lebonthatják autofágia útján. Ekkor egyesülnek a hibás sejtszervecske membránjával, lebontva azt.

### Szállító űröcskék
- A szállító vezikulumok a sejten belül mozgathatnak anyagokat, például fehérjéket a durva felszínű endoplazmatikus retikulumtól a Golgi-készülékig.
- A membránkötött és elválasztott fehérjék a durva endoplazmatikus retikulumon lévő riboszómák felszínén keletkeznek. Ezek legtöbbje a Golgi-készüléken érik végső helyszínük előtt, mely lehet lizoszóma, peroxiszóma vagy a sejten kívül is. E fehérjék a sejten belül szállító űröcskéken belül mozognak.

### Elválasztó űröcskék
Az elválasztó űröcskék a sejtből elválasztandó anyagokat tartalmaznak. A sejteknek több okuk lehet az anyagok elválasztására, például a salakanyagok eltávolítása vagy a sejtfunkció. Nagyobb élőlényben egyes sejtek adott anyagok termelésére specializálódtak. Ezen anyagok elválasztó űröcskékben tárolódnak, és szükség esetén felszabadulnak.

#### Típusok
- A neurotranszmittereket tároló szinaptikus vezikulumok a neuronok preszinaptikus végein vannak. Ha az axonon jel érkezik, a neurotranszmittert felszabadítva egyesülnek a sejtmembránnal, így észlelheti a következő neuron receptora.
- Az állati endokrin szövetek hormonokat bocsátanak ki a véráramba. Ezeket elválasztó űröcskék tárolják. Példák erre a hasnyálmirigyben a Langerhans-szigetek. Ezek számos sejttípust tartalmaznak, melyeket az általuk termelt hormonok határoznak meg.
- Az elválasztó vezikulumok tartalmazzák a növények, protiszták, gombák, baktériumok és archeák sejtfalának, az állati sejtek extracelluláris mátrixának előállításához szükséges enzimeket.
- A baktériumok, archeák, gombák és paraziták membránvezikulumokat bocsátanak ki változó, de speciális méreg- és biokémiai jelzőanyagokkal, melyek a célsejtekbe kerülve a mikrobának előnyös folyamatokat indítanak, beleértve a gazdasejtek megtámadását és az azonos niche-ben versengő mikrobák elölését.[7]

### Sejten kívüli űröcskék
A sejten kívüli űröcske (EV) lipid kettősréteggel határolt részecske, melyet minden domén készít, beleértve a komplex eukariótákat, a Gram-negatív és -pozitív baktériumokat, a mikobaktériumokat és a gombákat.

#### Típusai
- A mikrovezikulumok közvetlenül a sejtmembránból válik le, átmérője 30 nm-től több mint 1 μm-ig terjedhet.[10]:Table 1). Lehetnek köztük nagy részecskék, például a haló sejtek által kibocsátott apoptotikus blebek,[10]:Table 1[11] egyes ráksejtek nagy onkoszómái vagy a fonálféreg-neuronok és egérszívizomsejtek kibocsátotta exoferek.[12]
- Exoszómák: sejten belüli eredetű membrános vezikulumok (átmérőjük 30-100 nm).[10]:Table 1

A különböző típusú EV-k sűrűség:Table 1 (fokozatos differenciálcentrifugálással), méret vagy felszíni markerek alapján választhatók el. Azonban az EV-altípusok méret- és sűrűségtartománya átfed egymással, az altípusra jellemző markerek sejtről sejtre határozandók meg. Így nehéz az adott EV keletkezésének útvonalát meghatározni, miután elhagyta a sejtet.
Emberben az endogén EV-k feltehetően fontosak a koagulációban, a sejtbeli jelzésben és a salakanyag-kezelésben. Fontosak lehetnek továbbá számos betegség, például a rák patofiziológiai folyamataiban. Az EV-k fontosak lehetnek továbbá biomarkerek felfedezésében sejtbeli kommunikációban betöltött szerepük, könnyen hozzáférhető folyadékokba való kerülésük és a kibocsátó sejtekhez hasonló összetételük miatt. A mezenchimális őssejtek EV-it, vagyis az őssejtszekretomot terápiás célokra használják és kutatják, főleg degeneratív, autoimmun vagy gyulladásos betegségekkel szemben.
A Gram-negatív baktériumok a külső membrán leválasztásával termelnek EV-t, azonban az EV-k Gram-pozitív baktériumok, mikobaktériumok és gombák vastag sejtfalaiból való kikerülésének módja ismeretlen. Tartalmuk változó, lehet nukleinsav, toxin, lipoprotein és a mikrobák fiziológiája és patogenezise szempontjából fontos enzimek. A gazda-patogén interakciókban a Gram-negatív baktériumok kolonizációs niche-t kialakító EV-kat termelnek, ezek virulenciafaktorokat hordoznak és szállítanak, modulálva a gazda védekezését és válaszát.
A cianobaktériumok folyamatosan termelnek fehérjéket, DNS-t és RNS-t tartalmazó vezikulumokat a nyílt tengerbe. A különböző baktériumok DNS-ét tartalmazók gyakoriak a parti és nyílt tengeri tengervízmintákban.

### Protosejtek
Az RNS-világ-hipotézis szerint az első önreplikáló genomok RNS-ből álltak, ezek RNS-replikáció katalízisére képes ribozimeket alkottak. Ezen elsődleges biológiai katalizátorok feltehetően zsírsavakból és hasonló amfifilekből álló membránnal rendelkező vezikulumokban (protosejt) lehettek. Az RNS-templát-másolással történő templátirányított RNS-szintézist Adamata és Szostak mutatták be.

### Egyéb
Gázvezikulumokat használnak az archeák, baktériumok és a plankton-mikroorganizmusok, feltehetően a függőleges mozgás gázmennyiség- és így felhajtóerő-szabályzással való irányítására vagy a maximális napfényhasználathoz való mozgásra. E vezikulumok általában citrom vgy hengeralakú fehérjecsövek; átmérőjük határozza meg erejüket: a nagyobbak gyengébbek. A vezikulum átmérője határozza meg térfogatát és a felhajtóerő-biztosítás hatékonyságát is. A természetes kiválasztás a cianobaktériumokban a maximális átmérőjű stabil szerkezetű vezikulumokat részesítette előnyben. A fehérje a gázoknak permeábilis, a víznek nem, így ezek nem telnek meg vízzel.
A mátrixvezikulumok az ECM-ben vannak. Elektronmikroszkóppal egymástól függetlenül fedezték fel 1967-ben H. Clarke Anderson és Ermanno Bonucci.

## Keletkezés és transzport

### Vezikulumborítás és szállítómolekulák
A vezikulumborítás fehérjékből áll, melyek a donormembrán görbületét határozzák meg, kerek vezikulumot adva. E fehérjék transzmembrán receptorokhoz is kapcsolódhatnak. Ezek lehetővé teszik annak eldöntését, hogy mely anyag endocitózisa történik receptormediált endocitózissal vagy sejtbe való transzporttal.
Háromféle vezikulumborítás van, ezek a klatrin, a COPI és a COPII. Ezek típusai teszik lehetővé a vezikulumok elrendezését végső helyükre. Klatrinborítás a Golgi-készülék és a sejtmembrán, a Golgi-készülék és az endoszóma és a sejtmembrán és az endoszóma közt szállító vezikulumoknál van. COPI borítás a Golgi-készüléktől az ER-ig való retrográd transzport esetén van, COPII borítás az ER-től a Golgi-készülékig való anterográd transzport esetén.
A klatrinborítás felthetően a szabályzó G-proteinre válaszolva alakul ki. Az ADP-ribozilációs faktor (ARF) hatására alakul ki a fehérjeborítás.

### Vezikulumkapcsolás
A SNARE felszíni fehérjék azonosítják a vezikulum tartalmát és a célmembrán komplementer SNARE-jeit, lehetővé téve a vezikulum és a cél fúzióját. Ezek feltehetően a vezikulummembránon vannak, a célmembránon lévő komplementerek a t-SNARE-ek.
Gyakran a vezikulumokkal vagy célmembránokkal asszociált SNARE-eket Qa, Qb, Qc vagy R SNARE-ként sorolják be. A különböző SNARE-komplexek csoportjai különböző szöveeken és sejtbeli részekben találhatók. 36 humán izoforma ismert.
A szabályzó Rab fehérjék vizsgálják a SNARE-csatlakozást. Ez szabályzó GTP-kötő fehérje, mely a komplementer SNARE-ek kötését elég hosszú ideig irányítja a megkötött GTP hidrolíziséhez és a vezikulum csatlakoztatásához.
A növényi SNARE-eket kevésbé tanulmányozták a gomba- és állati SNARE-eknél. Natasa Raihel ezzel kapcsolatban alapkutatásban vett részt, például Zheng et al. (1999)-ben, ahol ő és társai kimutatták, hogy az AtVTI1a fontos a Golgi-készülék⇄vakuólum transzportban.

### Vezikulumfúzió
Kétféleképp történhet vezikulumfúzió: lehet teljes vagy átmeneti. A fúzióhoz a két membránnak 1,5 nm-nél közelebb kell lennie. Ehhez a vezikulumfelszíntől víznek kell távoznia. Ez energetikailag kedvezőtlen, ezért szükséges hozzá ATP, GTP és acetil-CoA. A fúziót a csírázással is összekapcsolták, innen a „csírázás és egyesülés” fogalma.

### A receptorműködés csökkentésében
A receptorként működő membránproteinek működését az ubikvitin csökkenti. A fent leírt módon endoszómához érve a vezikulumok az endoszómában vezikulumok keletkeznek, a bontásra szánt membránproteineket szállítva. Az endoszóma lizoszómává érésekor vagy azzal való egyesülésekor a vezikulumok lebomlanak. Enélkül a lizoszóma lumenjét csak a membránproteinek külső része érhetné el, és csak ez a rész bomlanék le.
E vezikulumok miatt tekinthető az endoszóma többvezikulumos testnek. Keletkezésük módja nem teljesen ismert, szemben a fent leírt vezikulumokkal, a vezikulumok külső felszíne nem érintkezik a citoszollal.

### Előállítás

#### Izolált vezikulumok
A membránvezikulumok előállítása a sejtmembránvizsgálati módszer. Miután az élő szövet szuszpenzióba kerül, egyes membránok kis zárt buborékokat alkotnak. A nagyobb sejttöredékek kis sebességű centrifugálással megszüntethetők, majd az ismert eredet (plazmalemma, tonoplasztisz stb.) frakciója precíz nagy sebességű centrifugálással izolálható. Ozmotikus sokkal a ideiglenesen felnyithatók a vezikulumok, feltölthetők a kívánt oldattal, ismét centrifugálhatók, és új oldatba helyezhetők. Ionoforokkal, például valinomicinnel az élő sejteken belülihez hasonló elektrokémiai gradiens hozható létre.
A vezikulumokat általában két kutatási típusban használják:
- Hormonokat és más fontos anyagokat specifikusan kötő membránreceptorok keresésére és izolálására.[28]
- Ionok vagy más anyagok transzportjának vizsgálatára adott típusú membránon keresztül.[29] Bár a transzport könnyebben vizsgálható patch clamppel, a vezikulumok izolálhatók azon esetben, ha a patch clamp nem használható.

### Mesterséges vezikulumok
A mesterséges vezikulumok háromféle csoportba tartozhatnak méretük alapján: a kis egylamellás vezikulumok (SUV) mérete 20-100 nm, a nagy egylamellás vezikulumoké (LUV) 100-1000 nm, az óriás egylamellás vezikulumoké (GUV) 1-200 μm. Az élő sejtek szállítóvezikulumaival azonos mérettartományba tartozó kisebb vezikulumokat gyakran használnak biokémiában és hasonló területekben. Ehhez homogén foszfolipid vezikulumszuszpenzió állítható elő extrúzióval, szonikációval vagy foszfolipidoldat gyors injekciójával vizes pufferoldatba. Így különböző foszfolipid-összetételű vizes vezikulumoldatok és különböző méretű vezikulumok állíthatók elő. A nagyobb szintetikus vezikulumokat, például a GUV-okat gyakran használják in vitro a sejtbiológiában sejtmembránok utánzására. E vezikulumok elég nagyok, hogy fluoreszcenciamikroszkóppal tanulmányozhatók legyenek. Számos módszer létezik a biológiai reagensek, például a fehérjeoldatok vezikulumokba zárására, így a GUV-ok ideális rendszerek a sejtfunkciók in vitro utánzására és vizsgálatára sejtszerű modellmembrán-környezetekben. Ilyen módszerek még a mikrofolyadékos módszerek, mellyel sok állandó méretű vezikulum állítható elő.

## Fordítás
Ez a szócikk részben vagy egészben  a   Vesicle (biology and chemistry) című angol Wikipédia-szócikk ezen változatának fordításán alapul.  Az eredeti cikk szerkesztőit annak laptörténete sorolja fel. Ez a jelzés csupán a megfogalmazás eredetét és a szerzői jogokat jelzi, nem szolgál a cikkben szereplő információk forrásmegjelöléseként.